# Mason Gillis
Mason Gillis (New Castle, 24 november 2000) is een Amerikaans basketballer.

## Carrière
Gillis speelde van 2019 tot 2024 collegebasketbal voor de Purdue Boilermakers. Hij speelde een laatste seizoen collegebasketbal voor de Duke Blue Devils. In de NBA draft van 2025 werd hij niet gekozen. Hij tekende zijn eerste profcontract bij de Belgische eersteklasser Limburg United.